# 1. Fußball-Club Saarbrücken 1976-1977
Questa voce raccoglie le informazioni riguardanti il 1. Fußball-Club Saarbrücken nelle competizioni ufficiali della stagione 1976-1977.

## Stagione
Nella stagione 1976-1977 il Saarbrücken, allenato da Slobodan Čendić, Bernd Stöber e Manfred Krafft, concluse il campionato di Bundesliga al 14º posto. In Coppa di Germania il Saarbrücken fu eliminato al secondo turno dal Rot-Weiss Essen.

## Rosa
| N. |                     | Ruolo | Calciatore     |
| -- | ------------------- | ----- | -------------- |
|    | Germania (bandiera) | P     | Dieter Ferner  |
|    | Germania (bandiera) | P     | Norbert Sauer  |
|    | Germania (bandiera) | D     | Horst Bender   |
|    | Germania (bandiera) | D     | Manfred Cremer |
|    | Germania (bandiera) | D     | Bernd Förster  |
|    | Germania (bandiera) | D     | Egon Schmitt   |
|    | Germania (bandiera) | D     | Niko Semlitsch |
|    | Germania (bandiera) | D     | Ernst Traser   |
|    | Germania (bandiera) | D     | Reinhold Zech  |
|    | Serbia (bandiera)   | C     | Jovan Aćimović |
|    | Germania (bandiera) | C     | Ludwig Denz    |
|    | Germania (bandiera) | C     | Dieter Finkler |

| N. |                     | Ruolo | Calciatore          |
| -- | ------------------- | ----- | ------------------- |
|    | Germania (bandiera) | C     | Ludwig Schuster     |
|    | Serbia (bandiera)   | C     | Methodije Spasovski |
|    | Germania (bandiera) | C     | Heinz Traser        |
|    | Francia (bandiera)  | A     | Marc Berdoll        |
|    | Germania (bandiera) | A     | Harry Ellbracht     |
|    | Germania (bandiera) | A     | Werner Greth        |
|    | Germania (bandiera) | A     | Peter Hayduk        |
|    | Germania (bandiera) | A     | Fritz Kress         |
|    | Germania (bandiera) | A     | Wolfgang Scherer    |
|    | Germania (bandiera) | A     | Peter Schmidt       |
|    | Germania (bandiera) | A     | Roland Stegmayer    |

## Organigramma societario
Area tecnica
- Allenatore: Manfred Krafft
- Allenatore in seconda:
- Preparatore dei portieri:
- Preparatori atletici:

## Calciomercato

### Sessione estiva
| Acquisti | Acquisti        | Acquisti      | Acquisti |
| R.       | Nome            | da            | Modalità |
| -------- | --------------- | ------------- | -------- |
| A        | Harry Ellbracht | Bochum        |          |
| C        | Jovan Aćimović  | Stella Rossa  |          |
| A        | Marc Berdoll    | Angers        |          |
| D        | Bernd Förster   | Bayern Monaco |          |
| A        | Peter Hayduk    | Hannover 96   |          |
| A        | Jürgen Marek    | Bayern Monaco |          |
| C        | Ludwig Schuster | Bayern Monaco |          |

| Cessioni | Cessioni     | Cessioni               | Cessioni |
| R.       | Nome         | a                      | Modalità |
| -------- | ------------ | ---------------------- | -------- |
| A        | Jürgen Marek | Schwenningen           |          |
| A        | Frank Holzer | Eintracht Braunschweig |          |
| C        | Felix Magath | Amburgo                |          |

### Sessione invernale
| Acquisti | Acquisti         | Acquisti    | Acquisti |
| R.       | Nome             | da          | Modalità |
| -------- | ---------------- | ----------- | -------- |
| A        | Roland Stegmayer | Hannover 96 |          |

| Cessioni | Cessioni | Cessioni | Cessioni |
| R.       | Nome     | a        | Modalità |
| -------- | -------- | -------- | -------- |

## Risultati

### Bundesliga

#### Girone di andata
| Arbitro: | Klauser |

|  |           |              |
|  | Marcatori | 51’ Trimhold |

| Arbitro: | Redelfs |

|                            |           |             |
| Hartl 16’ Huber 34’ (rig.) | Marcatori | 82’ Berdoll |

| Arbitro: | Waltert |

|                               |           |  |
| Røntved 3’ (aut.), 85’ (aut.) | Marcatori |  |

| Arbitro: | Roth |

|                |           |  |
| Toppmöller 35’ | Marcatori |  |

| Arbitro: | Gabor |

|                            |           |          |
| Denz 65’ Traser 82’ (rig.) | Marcatori | 63’ Bast |

| Arbitro: | Hilker |

|                          |           |                   |
| Körbel 9’ Beverungen 45’ | Marcatori | 40’ (rig.) Traser |

| Saarbrücken 25 settembre 1976, ore 15:30 CET 7ª giornata | Saarbrücken | 0 – 0 referto | Fortuna Düsseldorf | Ludwigsparkstadion (28 500 spett.)\| Arbitro: \| Aldinger \| |
| Arbitro:                                                 | Aldinger    |               |                    |                                                              |

| Arbitro: | Ahlenfelder |

|              |           |  |
| Popivoda 51’ | Marcatori |  |

| Saarbrücken 9 ottobre 1976, ore 15:30 CET 9ª giornata | Saarbrücken | 0 – 0 referto | TeBe Berlino | Ludwigsparkstadion (25 000 spett.)\| Arbitro: \| Hennig \| |
| Arbitro:                                              | Hennig      |               |              |                                                            |

| Arbitro: | Horstmann |

|                                                               |           |                   |
| Löhr 45’, 60’ (rig.) Strack 50’ Müller 84’ Konopka 88’ (rig.) | Marcatori | 73’ (rig.) Traser |

| Arbitro: | Ohmsen |

|                        |           |                                        |
| Denz 15’ Semlitsch 30’ | Marcatori | 38’ Abramczik 59’ Rüssmann 66’ Fischer |

| Amburgo 6 novembre 1976, ore 15:30 CET 12ª giornata | Amburgo  | 0 – 0 referto | Saarbrücken | Volksparkstadion (19 000 spett.)\| Arbitro: \| Wichmann \| |
| Arbitro:                                            | Wichmann |               |             |                                                            |

| Arbitro: | Jensen |

|                                                                  |           |                   |
| Müller 31’, 89’ (rig.) Dürnberger 50’ Beckenbauer 66’ Hoeneß 77’ | Marcatori | 22’ (rig.) Cremer |

| Arbitro: | Fork |

|              |           |            |
| Aćimović 28’ | Marcatori | 64’ Berger |

| Arbitro: | Niemann |

|                                      |           |  |
| Stielike 26’ Hannes 47’ Simonsen 86’ | Marcatori |  |

| Arbitro: | Dreher |

|               |           |  |
| Ellbracht 58’ | Marcatori |  |

| Arbitro: | Redelfs |

|           |           |            |
| Sidka 49’ | Marcatori | 56’ Hayduk |

#### Girone di ritorno
| Arbitro: | Horstmann |

|            |           |                           |
| Kaczor 32’ | Marcatori | 41’ Förster 44’ Ellbracht |

| Arbitro: | Messmer |

|                           |           |                             |
| Förster 14’ Stegmayer 90’ | Marcatori | 13’ Lippens 56’ Burgsmüller |

| Arbitro: | Kindervater |

|               |           |  |
| Meininger 34’ | Marcatori |  |

| Arbitro: | Aldinger |

|                    |           |                             |
| Ellbracht 58’, 70’ | Marcatori | 27’ Toppmöller 56’ Sandberg |

| Arbitro: | Ohmsen |

|              |           |  |
| Hrubesch 19’ | Marcatori |  |

| Arbitro: | Hennig |

|                             |           |                              |
| Ellbracht 80’ Stegmayer 85’ | Marcatori | 31’ Grabowski 45’ Stepanović |

| Arbitro: | Joos |

|                                                      |           |               |
| Schmitt 23’ (aut.) Szymanek 38’, 48’, 75’ Allofs 83’ | Marcatori | 79’ Ellbracht |

| Arbitro: | Eschweiler |

|          |           |                |
| Denz 56’ | Marcatori | 10’, 72’ Frank |

| Arbitro: | Wichmann |

|               |           |            |
| Schneider 75’ | Marcatori | 68’ Traser |

| Arbitro: | Schmoock |

|                         |           |             |
| Stegmayer 45’, 50’, 67’ | Marcatori | 18’ Prestin |

| Arbitro: | Niemann |

|  |           |               |
|  | Marcatori | 78’ Ellbracht |

| Arbitro: | Hilker |

|                            |           |                               |
| Denz 45’, 53’ Schuster 71’ | Marcatori | 34’ Memering 44’ Steffenhagen |

| Arbitro: | Ahlenfelder |

|                                                    |           |            |
| Stegmayer 21’, 40’, 60’, 75’ Denz 80’ Schuster 88’ | Marcatori | 70’ Müller |

| Arbitro: | Ohmsen |

|                              |           |  |
| Kübler 16’, 44’ Balevski 78’ | Marcatori |  |

| Arbitro: | Gabor |

|                          |           |                                   |
| Schuster 63’ Förster 87’ | Marcatori | 3’ (aut.) Förster 55’ Heidenreich |

| Arbitro: | Klauser |

|                    |           |                                         |
| Dietz 24’ Jara 50’ | Marcatori | 13’ Stegmayer 47’ Ellbracht 63’ Förster |

| Arbitro: | Horstmann |

|              |           |             |
| Ellbracht 2’ | Marcatori | 3’ Granitza |

### Coppa di Germania
| Arbitro: | Risse |

|  |           |                                                            |
|  | Marcatori | 8’ (rig.) Cremer 47’ Denz 71’ Greth 78’ Schmidt 86’ Hayduk |

| Arbitro: | Messmer |

|  |           |                                 |
|  | Marcatori | 43’ Hrubesch 59’ Bast 77’ Dörre |

## Statistiche

### Statistiche di squadra
| Competizione      | Punti | In casa | In casa | In casa | In casa | In casa | In casa | In trasferta | In trasferta | In trasferta | In trasferta | In trasferta | In trasferta | Totale | Totale | Totale | Totale | Totale | Totale | DR  |
| Competizione      | Punti | G       | V       | N       | P       | Gf      | Gs      | G            | V            | N            | P            | Gf           | Gs           | G      | V      | N      | P      | Gf     | Gs     | DR  |
| ----------------- | ----- | ------- | ------- | ------- | ------- | ------- | ------- | ------------ | ------------ | ------------ | ------------ | ------------ | ------------ | ------ | ------ | ------ | ------ | ------ | ------ | --- |
| Bundesliga        | 29    | 17      | 6       | 8       | 3       | 30      | 21      | 17           | 3            | 3            | 11           | 13           | 34           | 34     | 9      | 11     | 14     | 43     | 55     | -12 |
| Coppa di Germania | -     | 1       | 0       | 0       | 1       | 0       | 3       | 1            | 1            | 0            | 0            | 5            | 0            | 2      | 1      | 0      | 1      | 5      | 3      | +2  |
| Totale            | 29    | 18      | 6       | 8       | 4       | 30      | 24      | 18           | 4            | 3            | 11           | 18           | 34           | 36     | 10     | 11     | 15     | 48     | 58     | -10 |

### Andamento in campionato
| Giornata  | 1  | 2  | 3  | 4  | 5  | 6  | 7  | 8  | 9  | 10 | 11 | 12 | 13 | 14 | 15 | 16 | 17 | 18 | 19 | 20 | 21 | 22 | 23 | 24 | 25 | 26 | 27 | 28 | 29 | 30 | 31 | 32 | 33 | 34 |
| --------- | -- | -- | -- | -- | -- | -- | -- | -- | -- | -- | -- | -- | -- | -- | -- | -- | -- | -- | -- | -- | -- | -- | -- | -- | -- | -- | -- | -- | -- | -- | -- | -- | -- | -- |
| Luogo     | C  | T  | C  | T  | C  | T  | C  | T  | C  | T  | C  | T  | T  | C  | T  | C  | T  | T  | C  | T  | C  | T  | C  | T  | C  | T  | C  | T  | C  | C  | T  | C  | T  | C  |
| Risultato | P  | P  | V  | P  | V  | P  | N  | P  | N  | P  | P  | N  | P  | N  | P  | V  | N  | V  | N  | P  | N  | P  | N  | P  | P  | N  | V  | V  | V  | V  | P  | N  | V  | N  |
| Posizione | 15 | 16 | 13 | 15 | 13 | 14 | 13 | 14 | 15 | 17 | 17 | 17 | 17 | 17 | 17 | 16 | 16 | 16 | 16 | 16 | 16 | 16 | 16 | 17 | 17 | 17 | 16 | 16 | 16 | 15 | 16 | 15 | 15 | 14 |

Legenda:

Luogo: C = Casa; T = Trasferta. Risultato: V = Vittoria; N = Pareggio; P = Sconfitta.

### Statistiche dei giocatori
| Giocatore    | Bundesliga | Bundesliga | Bundesliga  | Bundesliga | Coppa di Germania | Coppa di Germania | Coppa di Germania | Coppa di Germania | Totale   | Totale | Totale      | Totale     |
| Giocatore    | Presenze   | Reti       | Ammonizioni | Espulsioni | Presenze          | Reti              | Ammonizioni       | Espulsioni        | Presenze | Reti   | Ammonizioni | Espulsioni |
| ------------ | ---------- | ---------- | ----------- | ---------- | ----------------- | ----------------- | ----------------- | ----------------- | -------- | ------ | ----------- | ---------- |
| J. Aćimović  | 24         | 1          | 4           | 0          | 1                 | 0                 | 0                 | 0                 | 25       | 1      | 4           | 0          |
| H. Bender    | 19         | 0          | 2           | 0          | 1                 | 0                 | 0                 | 0                 | 20       | 0      | 2           | 0          |
| M. Berdoll   | 17         | 1          | 1           | 0          | 2                 | 0                 | 0                 | 0                 | 19       | 1      | 1           | 0          |
| M. Cremer    | 16         | 1          | 0           | 0          | 1                 | 1                 | 0                 | 0                 | 17       | 2      | 0           | 0          |
| L. Denz      | 31         | 6          | 4           | 0          | 2                 | 1                 | 0                 | 0                 | 33       | 7      | 4           | 0          |
| H. Ellbracht | 24         | 9          | 3           | 0          | 0                 | 0                 | 0                 | 0                 | 24       | 9      | 3           | 0          |
| D. Ferner    | 34         | 0          | 0           | 0          | 2                 | 0                 | 0                 | 0                 | 36       | 0      | 0           | 0          |
| D. Finkler   | 13         | 0          | 1           | 0          | 0                 | 0                 | 0                 | 0                 | 13       | 0      | 1           | 0          |
| B. Förster   | 27         | 4          | 1           | 0          | 0                 | 0                 | 0                 | 0                 | 27       | 4      | 1           | 0          |
| W. Greth     | 12         | 0          | 2           | 0          | 2                 | 1                 | 0                 | 0                 | 14       | 1      | 2           | 0          |
| P. Hayduk    | 22         | 1          | 0           | 0          | 2                 | 1                 | 0                 | 0                 | 24       | 2      | 0           | 0          |
| F. Kress     | 5          | 0          | 0           | 0          | 1                 | 0                 | 0                 | 0                 | 6        | 0      | 0           | 0          |
| J. Marek     | 4          | 0          | 0           | 0          | 0                 | 0                 | 0                 | 0                 | 4        | 0      | 0           | 0          |
| N. Sauer     | 0          | 0          | 0           | 0          | 0                 | 0                 | 0                 | 0                 | 0        | 0      | 0           | 0          |
| W. Scherer   | 0          | 0          | 0           | 0          | 0                 | 0                 | 0                 | 0                 | 0        | 0      | 0           | 0          |
| P. Schmidt   | 6          | 0          | 0           | 0          | 2                 | 1                 | 0                 | 0                 | 8        | 1      | 0           | 0          |
| E. Schmitt   | 34         | 0          | 0           | 0          | 2                 | 0                 | 0                 | 0                 | 36       | 0      | 0           | 0          |
| L. Schuster  | 13         | 3          | 1           | 0          | 0                 | 0                 | 0                 | 0                 | 13       | 3      | 1           | 0          |
| N. Semlitsch | 29         | 1          | 1           | 0          | 1                 | 0                 | 0                 | 0                 | 30       | 1      | 1           | 0          |
| M. Spasovski | 9          | 0          | 0           | 0          | 1                 | 0                 | 0                 | 0                 | 10       | 0      | 0           | 0          |
| R. Stegmayer | 18         | 10         | 1           | 0          | 0                 | 0                 | 0                 | 0                 | 18       | 10     | 1           | 0          |
| E. Traser    | 16         | 0          | 1           | 0          | 2                 | 0                 | 0                 | 0                 | 18       | 0      | 1           | 0          |
| H. Traser    | 27         | 4          | 2           | 0          | 2                 | 0                 | 0                 | 0                 | 29       | 4      | 2           | 0          |
| R. Zech      | 23         | 0          | 3           | 0          | 2                 | 0                 | 0                 | 0                 | 25       | 0      | 3           | 0          |